# 베타-락탐 계열 항생제
베타-락탐 계열 항생제(영어: β-lactam antibiotics)는 페니실린, 세팔로스포린, 모노박탐, 카바페넴, 베타-락타메이스 저해제를 총칭하는 단어이다. 모두 베타-락탐 핵을 분자 구조 내에 포함하고 있으며 그람양성균에게 효과가 있다.

## 베타-락탐 계열 항생제들

### 페니실린계
오랜 역사를 가진 페니실린은 투여방법에 따른 효율 향상과 내성균주의 대응, 스펙트럼의 광범위화를 위한 개량이 이루어졌으며 아직도 자주 사용되고 있다.

#### 좁은 스펙트럼의 베타-락타메이스 저해성 페니실린
표준적인 그람양성균에게만 항균효과가 있지만, 베타-락타메이스의 활성을 저해하는 능력을 갖췄다. 특히 아목시실린, 암피실린 등의 표준 페니실린으로 치료되지 않는 경우나 중증의 감염증에 사용한다.
- 메티실린(메탐피실린)
- 디클록사실린
- 옥사실린
- 플루클록사실린

이 중 메티실린이 가장 항균력이 강한 항생제이다. 그러나 메티실린 내성 황색포도상구균(MRSA)이 등장해 점차 비율이 늘어가고 있다.

#### 중간 스펙트럼의 페니실린
- 아목시실린
- 암피실린

#### 스펙트럼을 확장한 페니실린
그람양성균은 물론 녹농균(Pseudomonas)을 포함한 그람음성균에게도 항균 효과가 있다.
- 피페라실린
- 티카실린
- 아즐로실린
- 카르베니실린

#### 광범위 스펙트럼 페니실린
베타-락탐계열 항생제는 물론 모든 항생제 중 가장 자주 처방된다. 넓은 스펙트럼과 우수한 항균효과를 가지고 있다. 병원에선 주사로, 처방전을 통해 약국에선 알약이나 시럽으로 아주 쉽게 접할 수 있다.
- 아목시실린과 클라불란산의 합성체

### 세팔로스포린계
하수도에서 발견된 Cephalosporium acremonium이라는 미생물에서 추출해 낸 항생물질이다. 넓은 스펙트럼으로 주목받고 있다.

#### 1세대 세팔로스포린 항생물질
중간의 스펙트럼을 가지고 있다. 일반적으로 그람 양성균에 대한 효과가 뛰어나다.
- 세팔렉신
- 세팔로틴
- 세파졸린
- 세프테졸
- 세파제돈

#### 2세대 세팔로스포린 항생물질
중간의 스펙트럼과 그람 음성균인 헤모필루스(Haemophilus)를 제거할 수 있는 능력이 부여되었다.
- 세파클러
- 세푸록심
- 세파맨돌

#### 2세대 세파마이신계 항생물질
중간의 스펙트럼과 혐기성 균주를 제거할 수 있는 능력이 부여되었다.
- 세포테탄
- 세폭시틴

#### 3세대 세팔로스포린 항생물질
광범위 스펙트럼 항생물질이다.
- 세프트리악손
- 세포탁심

광범위 스펙트럼과 녹농균을 제거할 수 있는 능력이 부여된 것:
- 세프타지딤

#### 4세대 세팔로스포린 항생물질
베타-락타메이스에 대한 저항력이 부여되었다. 그람 양성균에게 강력한 항균효과를 보이며 넓은 스펙트럼을 가지고 있다.
- 세페핌
- 세프피롬

### 카바페넴계
베타-락탐계열 항생제 중 스펙트럼이 가장 넓다.
- 이미페넴(실라스타틴과 조합)
- 메로페넴
- 에르타페넴
- 파로페넴

### 모노박탐계
그람음성균에게 주로 작용한다.
- 아즈트레오남

### 베타-락타메이스 저해제
베타-락타메이스 저해제는 그 자체만으론 항균 효과는 극히 미미하다. 하지만, 베타-락탐 고리를 가지고 있어 베타-락타메이스의 결합 대상으로, 일반 베타-락탐계열 항생제와 조합한 성분이 사용된다.
- 클라불란산
- 타조박탐
- 설박탐

## 같이 보기
- 항생물질
- 베타-락탐
- 항균 스펙트럼